# モンロー (オレゴン州)
モンロー（英: Monroe）は、アメリカ合衆国オレゴン州ベントン郡にある市である。2000年国勢調査における人口は607人であった。コーバリス都市圏の一部を構成する。

## 地理
アメリカ合衆国国勢調査局によれば、市の総面積は 1.2 km² (0.5 mi²) で、その全域が陸地である。

## 人口動態
以下は2000年の国勢調査による人口統計データである。
- 人口: 607人
- 世帯数: 225世帯
- 家族数: 166家族
- 人口密度: 488.3人/km²（1,274.9人/mi²）
- 住居数: 262軒
- 住居密度: 210.7軒/km²（550.3軒/mi²）

人種別人口構成
- 白人: 96.71%
- アフリカン・アメリカン: 0.33%
- ネイティブ・アメリカン: 0.99%
- アジア人: 0.33%
- 太平洋諸島系: 0.23%
- その他の人種: 0.33%
- 混血: 1.32%
- ヒスパニック・ラテン系: 10.05%

年齢別人口構成
- 18歳未満: 29.7%
- 18-24歳: 9.2%
- 25-44歳: 29.5%
- 45-64歳: 23.2%
- 65歳以上: 8.4%
- 年齢の中央値: 35歳
- 性比（女性100人あたり男性の人口）
  - 総人口: 109.3
  - 18歳以上: 99.5

世帯と家族（対世帯数）
- 18歳未満の子供がいる: 39.6%
- 結婚・同居している夫婦: 57.3%
- 未婚・離婚・死別女性が世帯主: 11.6%
- 非家族世帯: 25.8%
- 単身世帯: 20.9%
- 65歳以上の老人1人暮らし: 7.1%
- 平均構成人数
  - 世帯: 2.70人
  - 家族: 3.07人

### 収入
収入と家計
- 収入の中央値
  - 世帯: 30,625米ドル
  - 家族: 40,714米ドル
  - 性別
    - 男性: 32,083米ドル
    - 女性: 22,083米ドル
- 人口1人あたり収入: 14,970米ドル
- 貧困線以下
  - 対人口: 12.6%
  - 対家族数: 12.3%
  - 18歳未満: 18.5%
  - 65歳以上: 14.0%